# Detroit International Jazz Festival
Das Detroit International Jazz Festival oder Detroit Jazz Festival ist ein seit 1980 bestehendes jährliches Jazz-Festival in Detroit. Es wurde von Robert McCabe, Midge Ellis (1924–2015) und Detroit Renaissance gegründet und findet im städtischen Park Hart Plaza am Labor Day Wochenende statt. Träger ist die Detroit International Jazz Festival Foundation (gegründet 2006).

## Geschichte des Festivals
Von 1980 bis 1991 hatten sie ein Austauschprogramm mit dem Montreux Jazz Festival (deshalb auch Montreux-Detroit Festival genannt). 1991 bis 2005 war es im Music Hall Center for the Performing Arts in Detroit. 2005 erhielt es Unterstützung durch die Philanthropin und Vorsitzende von Mack Avenue Records Gretchen Valade und die Knight Foundation, nachdem der Hauptsponsor Ford Motor Company abgesprungen war. Es erhielt den Namen Detroit International Jazz Festival und dehnte sich nördlich aus bis zum Campus Martius Park.
Die Festival Foundation unterstützt auch allgemein den Jazz in Detroit, veranstaltet weitere Konzerte und Nachwuchsprogramme. Hier traten unter anderem Dave Brubeck, Mulgrew Miller, The Manhattan Transfer, Dave Holland, Regina Carter auf. 2012 gastierten hier Wynton Marsalis, Chick Corea, Sonny Rollins, Wayne Shorter, Gary Burton, Pat Metheny und Joe Lovano. Top-Acts des 40-jährigen Juliäumsfestivals 2019 waren Stanley Clarke, Pat Metheny und Danilo Pérez.

## Diskographische Hinweise
- Various: Montreux-Detroit International Jazz Festival (Columbia, 1981), mit Lyman Woodard, Dexter Gordon, Ramsey Lewis, Freddie Hubbard, Dave Brubeck/Gerry Mulligan, Larry Nozero, Charles Mingus, The Heath Brothers, Stan Getz, Count Basie Orchestra/Duke Ellington Orchestra
- Roy Brooks and The Artistic Truth: Live at the Montreux/Detroit Jazz Festival, 1983 (Sagittarius A-Star, ed. 2012)
- Roy Brooks Aboriginal Percussion Choir: Live at the Montreux/Detroit Jazz Festival 1986/1989 (Sagittarius A-Star, ed. 2013)
- Geri Allen and Timeline: Live (2010)